# Колеж дьо Франс
Колеж дьо Франс (на френски: Collège de France) е образователна и научноизследователска институция със седалище в Париж, Франция, която без да бъде университет, провежда безплатни и общодостъпни курсове на високо ниво в областта на науката, литературата и изкуството.
Основан е през 1530 година от крал Франсоа I по искане на Гийом Бюде с хуманитарната идея тази институция да е алтернатива на Сорбоната и да предлага такива дисциплини като иврит, старогръцки (първият преподавател е известният учен Янус Ласкарис) и математика . През годините е носил последователно следните имена:
- Кралски колеж (Collège Royal),
- Колеж на трите езика (френски: Collège Des Trois Langues, на латински: Collegium Trilingue),
- Национален колеж (Collège National),
- Имперски колеж (Collège Imperial),
- Колеж дьо Франс – от 1870 г.

Уникален е с това, че всеки университетски преподавател е длъжен да изнесе лекции, на които присъствието е безплатно и достъпно за всеки, въпреки че някои курсове на високо равнище не са достъпни за широката публика. Целта на центъра е „да се учи науката в процес на изграждане“, поради което за лектори се избират измежду най-добрите изследователи в даден момент, като няма друго изискване освен това да са на „челно място“ в тяхното поле на изследване. Избирани са от различни дисциплини – както в областта на точните науки, така и сред хуманитарните науки. Въпреки че мотото на колежа е Docet Omnia (на латински „Преподава всичко“), целта на колежа може да се обобщи най-добре с фразата на Морис Мерло-Понти „Не предубедени понятия, а идеята за свободна мисъл“, която е запечатана със златни букви над главната зала на сградата на колежа.